# Роналд Куман
Роналд Куман (хол. Ronald Koeman; Жандом, 21. марта 1963) холандски је фудбалски тренер и бивши фудбалер.

## Играчка каријера
У државном дресу, Куман је био једна од звезда Холандије, заједно са Марком ван Бастеном, Франком Рајкардом и Денисом Бергкампом. Са репрезентацијом је освојио Европско првенство 1988, а наступио је и на два светска првенства, 1990. и 1994.
Играчку каријеру почео је у Гронингену, одакле је прешао у најуспешнији холандски клуб Ајакс, са којим је освојио Првенство Холандије (1984/85). и Куп (1985/86). Из Ајакса прелази у редове љутог ривала ПСВ Ајндховена, са којим осваја три узастопна Првенства Холандије (1986/87, 1987/88, 1988/89), два Купа (1987/88. и 1988/89) и Куп Шампиона 1987/88. Само петорица играча успела су да вежу триплету са клубом и континентално првенство са репрезентацијом у истој сезони, што је Куман учинио 1987/88.
По освајању Ушатог трофеја број клубова заинтересованих да га доведу у своје редове био је двоцифрен, али је Куман желео само у Барселону, за коју потписује на лето 1989, и постаје део Тима Снова који је са клупе предводио његов сународник Јохан Кројф. Са Барселоном осваја четири узастопне Ла Лиге (1990/91, 1991/92, 1992/93. и 1993/94), Куп Краља (1989/90), три Суперкупа Шпаније (1991, 1992. и 1994), али и Куп Шампиона 1991/92, у коме је постигао победнички гол у финалу против Сампдорије. Освојио је такође и Суперкуп Европе 1993.
По истеку уговора са Барсом, на лето 1995. враћа се у Холандију, и потписује за трећег љутог ривала, Фајенорд, где је провео последње две године каријере.

## Тренерска каријера
Тренерску каријеру започео је као помоћник, прво у репрезентацији Холандије, а затим у Барселони. Први самосталан ангажман имао је у Витесеу, да би потом преузео Ајакс, са којим осваја два Првенства Холандије (2001/02, 2003/04), један трофеј купа (2001/02) и Суперкуп Холандије (2002). Међутим, услед лошег старта сезоне 2004/2005, заостатка од 8 бодова за водећим ПСВ-ом, као и испадања од Осера укупним резултатом 3–2 у УЕФА Купу, Куман подноси оставку крајем фебруара 2005.
Убрзо потом преузима Бенфику, након одласка Ђованија Трапатонија са клупе Орлова, и са њима осваја Португалски Суперкуп 2005. године, али је у лиги завршио на трећем месту, што му је, уз добру понуду коју му је послао ПСВ, било довољно да напусти Луж и запути се пут Ајндховена.
У сезони 2005/06 направио је одличну увертиру у првом делу сезоне, али је екипа у другом делу посустала, освојивши свега 19 од укупних 39 бодова, тако дозволивши да се питање шампиона решава у последњем колу. У том последњем колу АЗ је своју прилику испустио изгубивши 3-2 од дављеника Екселсиора, док су Ајакс и ПСВ славили, али је ПСВ остао на првом месту услед боље гол разлике (+50:+49), и окитио се насловом првака Ередивизије. У Лиги Шампиона стигао је до четвртфинала, где га је избацио Ливерпул, касније учесник оног антологијског финала против Милана у Истанбулу.
Следећа станица за Роналда Кумана била је Валенсија, коју преузима почетком новембра 2007, и са њом осваја Куп Краља исте сезоне, трофеј који је освојио и као играч, играјући за Барселону. Међутим, остали резултати су били поражавајући; Валенсија је завршила на 15. месту у лиги, свега два места изнад зоне испадања, а у Лиги Шампиона је испала као последња у групи са свега 5 освојених бодова. Смењен је у априлу 2008, након што је са 5-1 изгубио од Атлетик Билбаа.
Потом је уследио повратак у Холандију и потпис за са АЗ Алкмар, где је привео сезону 2007/08 крају, и потом имао неуспешну јесењу полу-сезону, изгубивши 7 од 16 лигашких мечева, и убрзо је смењен у децембру 2009.
Након годину и по дана паузе, преузима Фајенорд на почетку сезоне 2011/12, и остаје у клубу три сезоне, не освојивши ни један трофеј. Остаје забележено да је једини бранио боје сва три љута ривала (Ајакс, ПСВ и Фајенорд) и као играч и као тренер.
Пут га је даље водио на Острво, гре је прво предводио Саутхемптон у сезонама 2014/15 i 2015/16, у тој другој завршивши на шестој позицији Премијер лиге, што је најбоља финална позиција Саутемптона до данас.
У јуну 2016. потврђено је да је Куман именован за менаџера Евертона, потписавши трогодишњи уговор. У првој сезони предводио је Евертон до позиције која води у квалификације за Лигу Европе. За сезону 2017/18 Куману је одобрен највећи буџет за довођење нових играча у историји Евертона. Утрошено је око £150 милиона, али је направљена велика грешка тима што није доведена замена за Лукакуа, најбољег стрелца претходне сезоне, који је отишао у Манчестер Јунајтед. Куман је смењен 23. октобра 2017, када је екипа доспела у зону испадања услед пораза од Арсенала код куће 2-5 дан раније.

## Селекторска каријера
Након неуспешних квалификација за Светско првенство у Русији 2018. са чела репрезентације смењен је Дик Адвокат, и недуго потом Фудбалски савез Холандије именовао је Кумана за селектора Холандске репрезентације. Уговор је потписан у трајању од четири и по године, закључно са Светским првенством у Катару 2022. године. Са репрезентацијом је изборио пласман на Европско првенство у фудбалу 2021.

## Највећи успеси (као играч)

### Ајакс
- Ередивизија (1) : 1984/85.
- Куп Холандије (1) : 1985/86.

### ПСВ Ајндховен
- Ередивизија (3) : 1986/87, 1987/88, 1988/89.
- Куп Холандије (2) : 1987/88, 1988/89.
- Куп шампиона (1) : 1987/88.
- Суперкуп Европе : финале 1988.
- Интерконтинентални куп : финале 1988.

### Барселона
- Првенство Шпаније (4) : 1990/91, 1991/92, 1992/93, 1993/94.
- Куп Шпаније (1) : 1989/90.
- Суперкуп Шпаније (3) : 1991, 1992, 1994.
- Куп шампиона (1) : 1991/92. (финале 1993/94).
- Суперкуп Европе (1) : 1992.
- Интерконтинентални куп : финале 1992.

### Репрезентација Холандије
- Европско првенство (1) : 1988.

## Највећи успеси (као тренер)

### Ајакс
- Ередивизија (2) : 2001/02, 2003/04.
- Куп Холандије (1) : 2001/02.
- Суперкуп Холандије (1) : 2002.

### Бенфика
- Суперкуп Португалије (1) : 2005.

### ПСВ Ајндховен
- Ередивизија (1) : 2006/07.

### Валенсија
- Куп Шпаније (1) : 2007/08.

### АЗ Алкмар
- Суперкуп Холандије (1) : 2009.

### Барселона
- Куп Краља  (1) : 2020/2021
- Жоан Гамбер (1) : 2021/2022